# Onychosepalum nodatum
Onychosepalum nodatum är en gräsväxtart som beskrevs av Barbara Gillian Briggs och Lawrence Alexander Sidney Johnson. Onychosepalum nodatum ingår i släktet Onychosepalum och familjen Restionaceae. Inga underarter finns listade i Catalogue of Life.